# Chaetonotus aculeatus
Chaetonotus aculeatus är en djurart som tillhör fylumet bukhårsdjur, och som beskrevs av Robbins 1965. Chaetonotus aculeatus ingår i släktet Chaetonotus och familjen Chaetonotidae. Inga underarter finns listade i Catalogue of Life.